# Helena Mezenská
Helena Mezenská (ur. 3 października 1973 w Popradzie) – słowacka polityk, posłanka do Rady Narodowej.

## Życiorys
Ukończyła studia pedagogiczne na Uniwersytecie Pavla Jozefa Šafárika w Koszycach (1996). Przez dwa lata była zatrudniona w telewizji TV Poprad. Później podjęła pracę jako mediatorka, specjalizująca się w sporach konsumenckich. Działała także jako menedżerka projektów i aktywistka organizacji pozarządowych. Założyła stowarzyszenie na rzecz ochrony praw konsumentów OMBUDSPOT. Obejmowała funkcję radnej Popradu. W 2012 z listy ugrupowania Zwyczajni Ludzie uzyskała mandat posłanki do Rady Narodowej, który sprawowała do 2016.
W 2014 kandydowała bez powodzenia w wyborach prezydenckich, otrzymując około 45 tys. głosów (2,4%). Później związana z ugrupowaniem Slovenský PATRIOT oraz Słowacką Partią Narodową.